# Tomohito de Mikasa
Le prince impérial Tomohito de Mikasa (寛仁親王, Tomohito Shinnō), né le 5 janvier 1946 à Hayama au Japon et décédé d'un cancer à l'âge de 66 ans le 6 juin 2012 dans le quartier de Chiyoda à Tokyo, est un membre de la famille impériale du Japon, premier fils du prince Takahito Mikasa et de la princesse Yuriko Mikasa. Il était cousin au premier degré de l'empereur Akihito, sixième dans l'ordre de succession au trône japonais et prince héritier de la maison Mikasa-no-miya. Le prince Tomohito était le premier membre de la famille impériale à porter la barbe depuis l'empereur Meiji, ce qui lui valait le surnom populaire de « prince barbu ».

## Biographie

### Formation
Le prince est diplômé du département d'études politiques de la faculté de droit de l'université Gakushūin en 1968. De 1968 à 1970, il étudie au Magdalen College de l'université d'Oxford au Royaume-Uni.

### Mariage et famille
Le 21 mai 1980, le prince se fiance avec Nobuko Asō, troisième fille du défunt Takakichi Aso, président de Asō Cement Co., et de sa femme, Kazuko, fille de l'ancien Premier ministre Shigeru Yoshida et sœur de l'ancien Premier ministre Tarō Asō. Le couple se marie le 7 novembre 1980. Nobuko Asō reçoit le titre de princesse Nobuko Tomohito de Mikasa. Le couple a deux filles :
- Princesse Akiko de Mikasa (彬子女王, Akiko Joō?, née le 20 décembre 1981)
- Princesse Yōko de Mikasa (瑶子女王, Yōko Joō?, née le 25 octobre 1983)

La famille vit au sein du palais d'Akasaka à Azabu dans le quartier de Minato.

### Service public

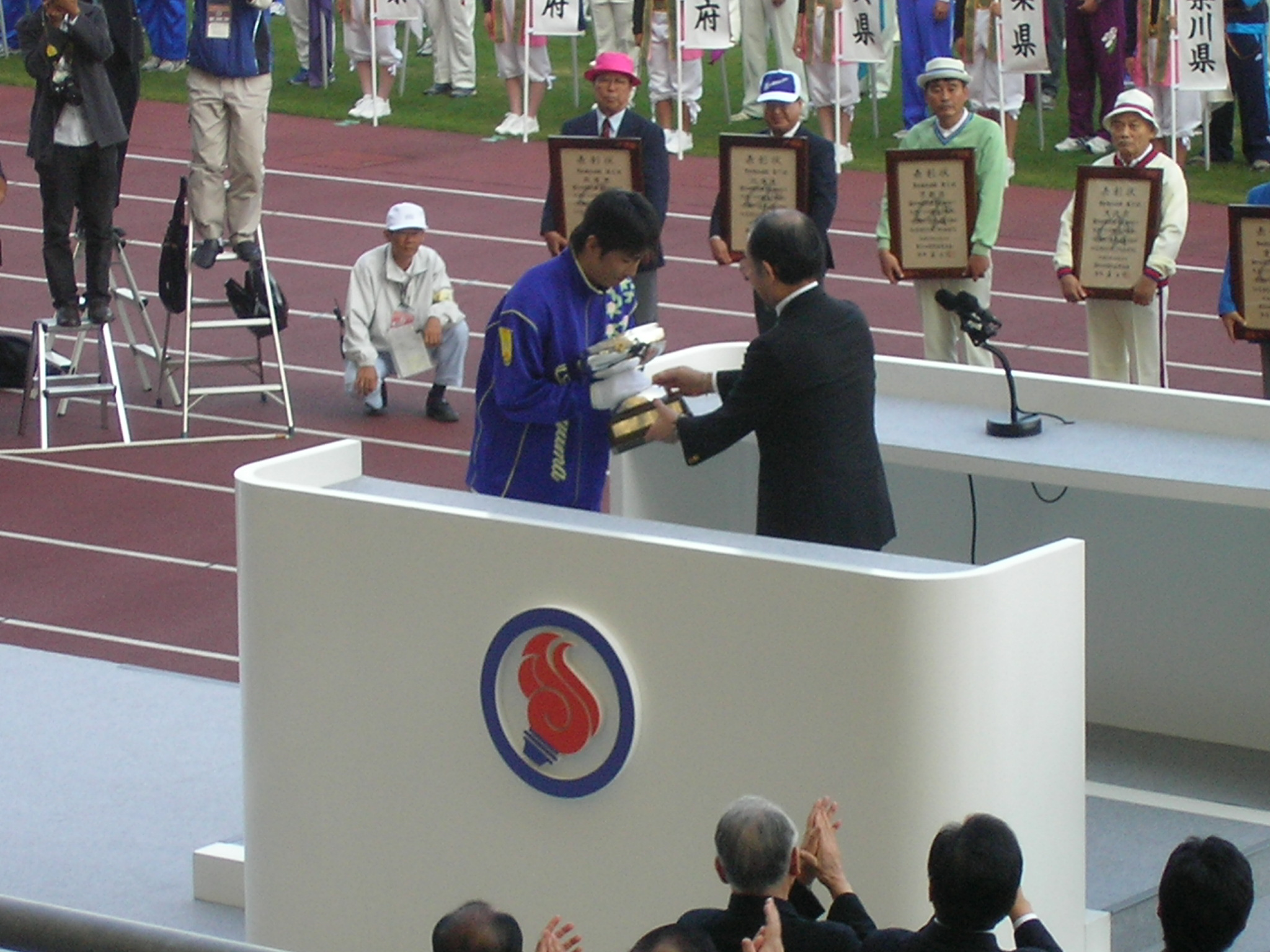
Cérémonie de clôture du 60e festival sportif national Hare no Kuni Okayama Kokutai au stade Momotaro, 27 octobre 2005.

Pour les jeux olympiques d'hiver de 1972 à Sapporo, le prince Tomohito est membre du comité d'organisation de 1970 à 1972. Il est également membre du comité de l'Expo 75 (en) à Okinawa.
Le prince Tomohito est le président et président honoraire de plusieurs associations comme le fonds de recherche sur le cancer Princesse Takamatsu, souffrant lui-même de cette maladie à partir de 2003, d'organisations pour l'éducation de la jeunesse et la promotion des relations internationales. Il est aussi connu pour son soutien à des associations de santé publique ou de sport, comme le ski, le bowling, la danse ou le rugby à XV. Il voyage beaucoup avec sa femme pour des opérations de charité et soutient les progrès de la recherche sur la santé. La prince donne souvent des conférences et réalise des articles pour les journaux et magazines japonais. Il est également l'auteur de sept livres.
En décembre 1992, le prince et la princesse se rendent aux États-Unis pour soutenir un nouveau centre de recherche sur le cancer au New York Medical College (en), et en 1994, à Hawaï pour la reconstruction de l'hôpital Kuakini. En février 1994, le couple visite la Norvège pour les Jeux olympiques de Lillehammer.
Après être déjà venus en Turquie en 1990 pour les célébrations du 100e anniversaire des relations entre le Japon et la Turquie, le prince et la princesse se rendent de nouveau dans ce pays en avril 1998 pour la cérémonie d'ouverture du centre culturel de la fondation turco-japonaise. Le prince a fermement soutenu la création de l'institut japonais d'archéologie anatolienne du centre culturel du Moyen-Orient au Japon, et est de nouveau retourné en Turquie en octobre 2002, juin 2003 et octobre 2003 avec trois groupes de mécènes.
En juin 1998, le prince Tomohito se rend en Australie pour une collecte de fonds pour une fondation scientifique pour commémorer le prix Nobel australien Howard Walter Florey. En décembre de la même année, il voyage en Thaïlande pour les Jeux asiatiques.
En avril 2003, le prince Tomohito se rend en Norvège en compagnie de sa fille, la princesse Akiko, pour le championnat du monde de ski de fond au bénéfice des déficients visuels.
Il est apparu à la radio comme DJ dans sa jeunesse.

### Problèmes de santé et décès
Le prince fut diagnostiqué d'un cancer en 1991 avant de guérir. Il fut diagnostiqué d'un cancer au larynx en 2003, et commence immédiatement un traitement. En septembre 2006, il se fracture la mâchoire, qui avait été affaiblie par la chimiothérapie. En 2007, le prince annonce publiquement qu'il souffre d'alcoolisme, et qu'il est sous traitement à l'hôpital de l'Agence impériale. En mars 2008, son cancer s'étend et il doit subir une intervention chirurgicale. Malgré de nombreuses tentatives pour sauver sa voix, il commence à souffrir de pneumonie à cause de son incapacité à manger proprement, et ne peut parler qu'avec l'aide d'un larynx mécanique.
Le 6 juin 2012, le prince meurt d'une défaillance polyviscérale dans un hôpital de Tokyo à l'âge de 66 ans. Il y était hospitalisé depuis un certain temps à cause de son traitement contre le cancer.

## Titres
- 5 janvier 1946 – 6 juin 2012: Son Altesse impériale le Prince Tomohito de Mikasa

### Honneurs nationaux
- Grand cordon de l'ordre du Chrysanthème

### Honneurs étrangers
- : Chevalier grand-croix de l'ordre du Mérite de la République italienne (09/03/1982)[8]

### Doctorat honoris causa
- Université d'Ankara

### Fonctions honoraires
- Président de l'association de santé publique Yuai Jyuji Kai
- Président de l'Arinomama-sha
- Président de l'association de santé publique Saiseikai
- Président de la fondation pour le développement des nouvelles technologies
- Président du fond de recherche contre cancer Princesse Takamatsu
- Président de l'association japonaise de billard
- Président de l'association des instructeurs professionnels de ski du Japon
- Président de la fédération de hockey sur glace et de skate du Japon
- Président de la société nippo-turque
- Président du centre culturel du Moyen-Orient du Japon
- Président honoraire de la fédération japonaise de rugby à XV
- Président honoraire de la société anglo-japonaise
- Président honoraire de la société nippo-norvégienne